# 家乡

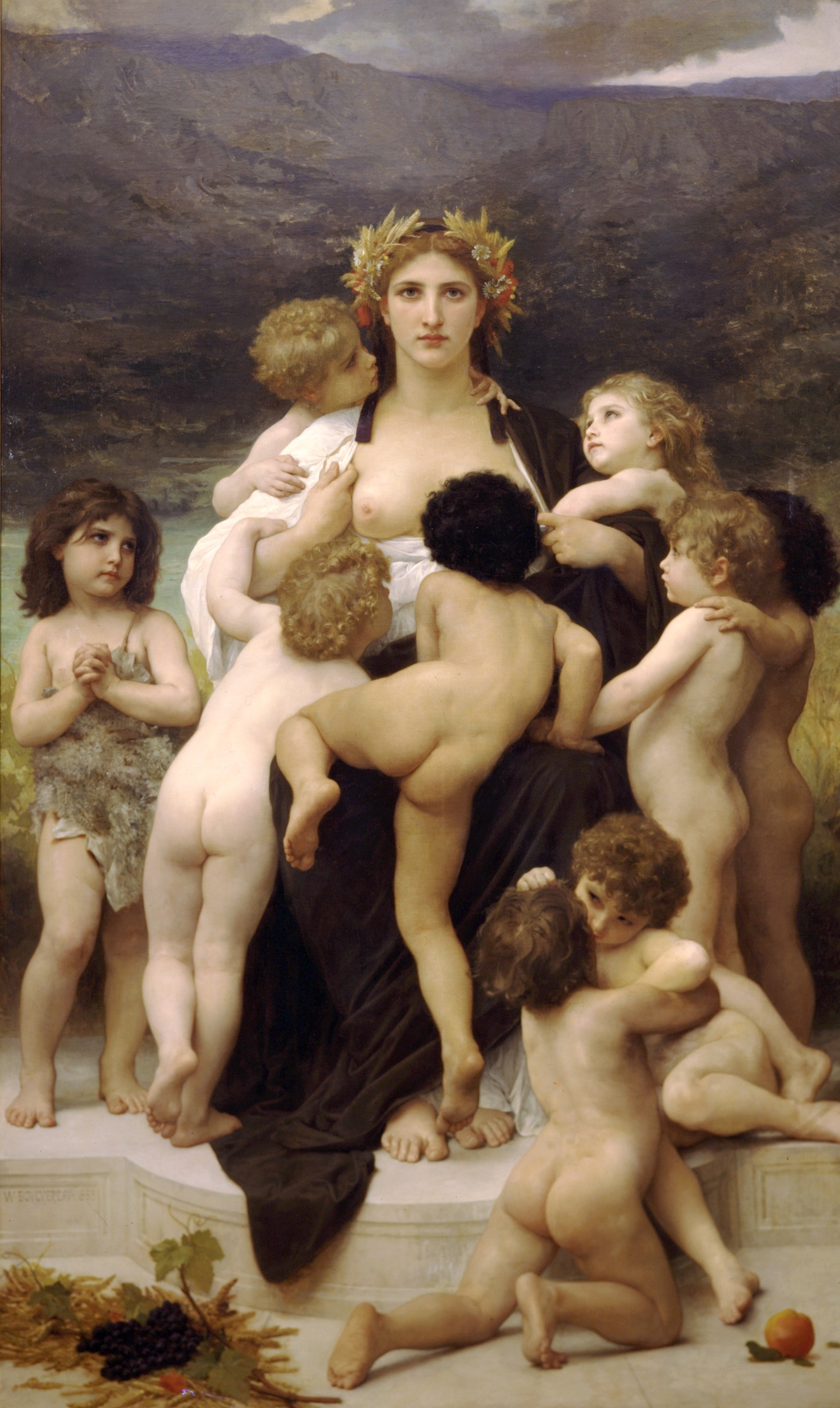
The Motherland 威廉·阿道夫·布格罗作品（1883），将祖国比喻为温柔的母亲。

家乡是一个文化地理学上一个民族集团世代流传且富含文化意义的概念。作为一个常用名词，它一般隐含着那个个人的籍貫、戶口所在地、或者成長地點的意思，亦可指自己的家庭定居地以及自己視為家的地方。作为一个特定用语，这个词在其它语言常有爱国主义的含义。依照其所在国家及语句中的用法，家乡又常被称作父国、母国等的比喻。家鄉有時可以超過一個地方，例如某某籍貫為上海、戶籍為廣東、於北京成長，他會被同時視為上海人、廣東人和北京人。  

## 中國
中國傳統文化中，家鄉一般與出生地和成長地沒有關係，称某人为某某（地名）人时，是指他的郡望、祖籍、籍贯。三者与具有唯一性的个人出生地或者成長地相比，更为宽泛和复杂。前两者，是追溯祖先的居住地，后者则定义为祖父的居住地。东汉至唐、五代，因门阀之故，世人多推崇郡望，不著故里。至唐代，伪造、攀附比比皆是。通常以本姓最为著名的郡望自称。唐代史学家刘知几在《史通》中，对此流俗曾有所批评。明清时期，世人多以祖籍、籍贯归属。少数民族中，蒙古族以部族、支系归属。清代旗人则以旗籍归属。直至现代，在中华人民共和国境内，籍贯仍是很多个人相关文件必填选项，譬如户口本。 現時，一般以籍貫或者戶口所在地來形容某人為某某（地名）人。